# SN 2007cz
SN 2007cz – supernowa typu Ia odkryta 3 kwietnia 2007 roku w galaktyce A095536+0718. W momencie odkrycia miała maksymalną jasność 18,80m.